# Satoshi Ōmura
Satoshi Ōmura, în japoneză: 大村智, transliterat: Ōmura Satoshi, (n. 12 iulie 1935, Kamiyama⁠(d), Prefectura Yamanashi, Japonia) este un biochimist japonez, profesor emerit la Universitatea Kitasato. A studiat la Universitatea de Științe din Tokyo. A obținut două doctorate, unui în științe farmaceutice (la Universitatea din Tokyo), și unul în chimie (la Universitatea de Științe din Tokyo). În 2015 i-a fost decernat Premiul Nobel pentru Fiziologie sau Medicină, laolaltă cu William C. Campbell (Irlanda) și Youyou Tu (China), pentru descoperiri privind tratamente noi ale bolilor produse de viermii cilindrici și ale malariei.

## Legături externe
- Professor Satoshi Omura
- Satoshi Ōmura | People | THE KITASATO INSTITUTE Arhivat în 8 martie 2016, la Wayback Machine.
- Nirasaki Omura Art Museum